# Jake Doran
Jake Doran (né le 18 juillet 2000) est un athlète australien, spécialiste du sprint.
Son entraîneur est Paul Di Bella.

## Biographie
À Jämsä, en Finlande, il bat en 10 s 15 le record national junior du 100 m.
Il remporte la médaille d’argent du 100 m et celle d’or du relais lors des Championnats d'Océanie 2019, mais il ne finit pas la finale du 200 m.